# 長野栗田郵便局

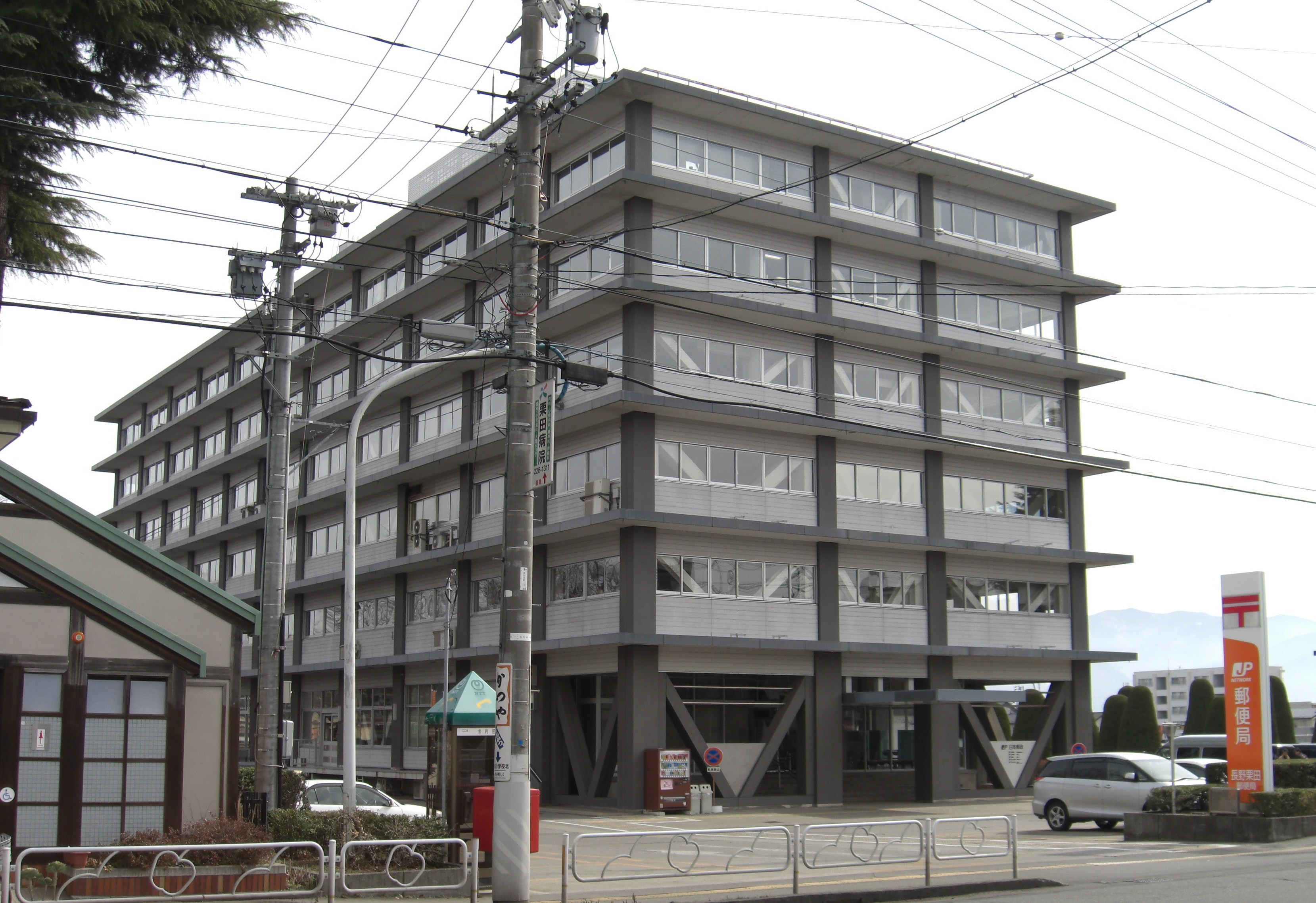
長野栗田郵便局が入居する日本郵政グループ長野ビル

長野栗田郵便局（ながのくりたゆうびんきょく）は、長野県長野市にある郵便局である。民営化前の分類では無集配普通郵便局であった。

## 概要
住所：〒380-8797 長野県長野市栗田801
日本郵政グループ長野ビル1階に設置されている。
入居する建物は2007年（平成19年）10月1日の民営化後、郵便局株式会社（現・日本郵便株式会社）が「日本郵政グループ長野ビル」として所有、当郵便局のほか日本郵便株式会社信越支社、ゆうちょ銀行信越エリア本部・長野地域センター、かんぽ生命保険長野支店が入居している。

## 沿革
事実上の前身である「長野中央郵便局栗田分室」の沿革については長野中央郵便局#沿革を参照。
- 2007年（平成19年）7月30日 - 長野中央郵便局栗田分室の廃止にともない、同日、無集配普通郵便局である長野栗田郵便局として開局[2]。
- 2007年（平成19年）10月1日 - 民営化。
- 2012年（平成24年）10月1日 - 日本郵便株式会社発足。

## 取扱内容
- 郵便、印紙、ゆうパック、内容証明
- 貯金、為替、振替、振込、国際送金、国債
- 生命保険、バイク自賠責保険
- ゆうちょ銀行ATM

## 周辺
- 信越郵政研修センター - 日本郵便株式会社が所有する日本郵政グループの研修施設

## アクセス
- JR北陸新幹線・信越本線、長野電鉄長野線 長野駅から徒歩約17分
- アルピコ交通48系統、85系統、郵政公社前[3]停留所下車すぐ
- 駐車場なし